# Blechnum polypodioides
Blechnum polypodioides là một loài thực vật có mạch trong họ Blechnaceae. Loài này được Raddi mô tả khoa học đầu tiên năm 1819.